# کولدوک-تو
کولدوک-تو (به لاتین: Kulduk-Too) یک رشته‌کوه در قرقیزستان است. کولدوک-تو ۵٬۰۱۶ متر بالاتر از سطح دریا واقع شده‌است.